# Jean-Marie Winling
Jean-Marie Winling (Sète, 1947) is een Frans acteur. Hij speelt sinds 1972 in Franse films en televisieseries.

## Filmografie

### Film
- 1989 - Trois années
- 1990 - Cyrano de Bergerac
- 1990 - Un coeur qui bat
- 1992 - Un crime
- 1999 - Le Schpountz
- 2000 - Total Western
- 2005 - Sauf le respect que je vous dois
- 2006 - La Vie d'artiste
- 2006 - La Fille coupée en deux
- 2006 - Les Chansons d'amour

### Televisie
- 2001 - Une femme piégée
- 2005 - Les Rois maudits
- 2006 - Petits meurtres en famille
- 2007 - La Prophétie d'Avignon
- 2007 - La Traque

## Theater
In 1999 speelde Winling in het toneelstuk Les Portes du ciel van Jacques Attali in het Théâtre de Paris, aan de zijde van Gérard Depardieu, Jean-Michel Dupuis en Barbara Schulz.